# 八達嶺長城

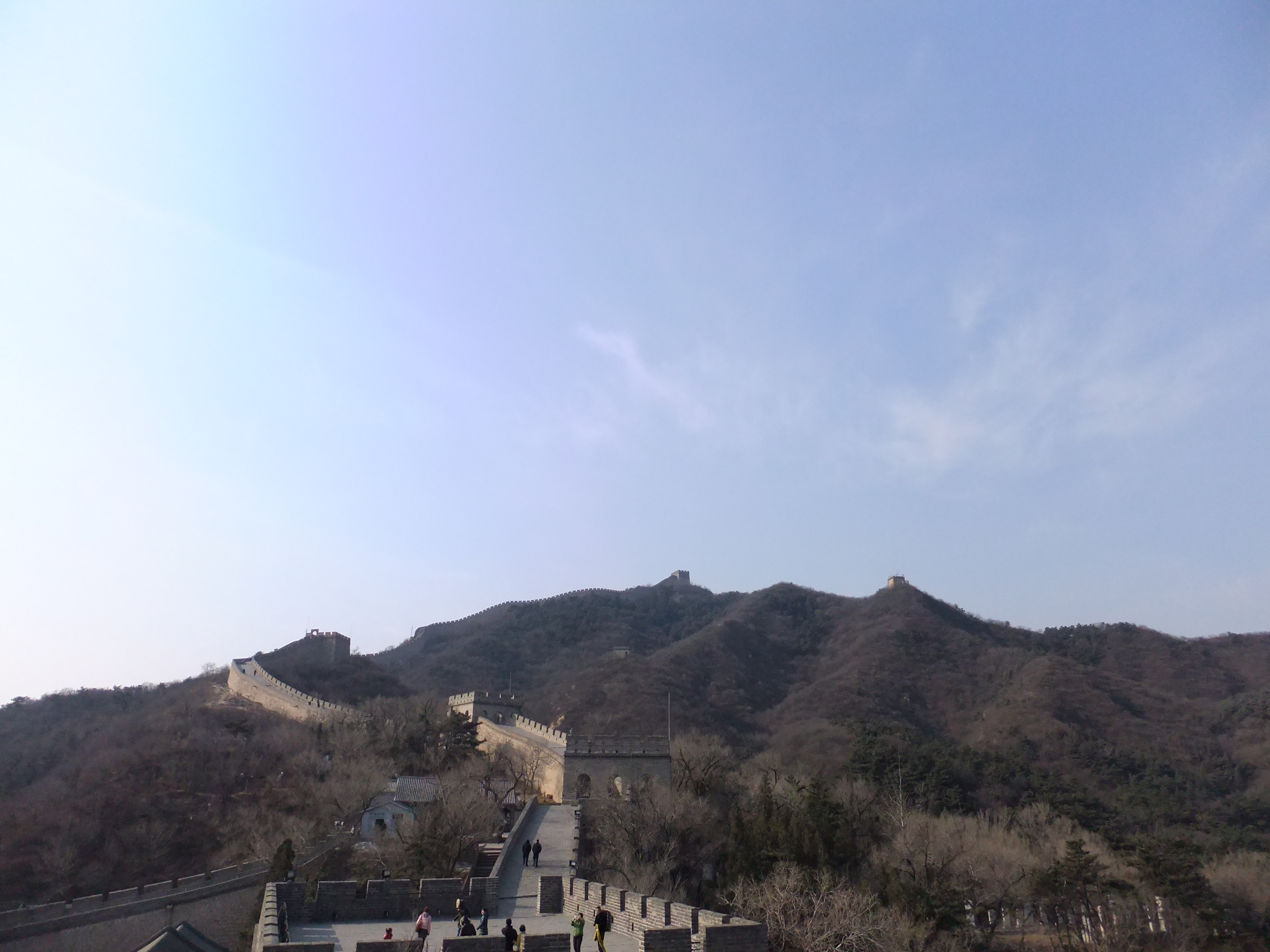
男坂

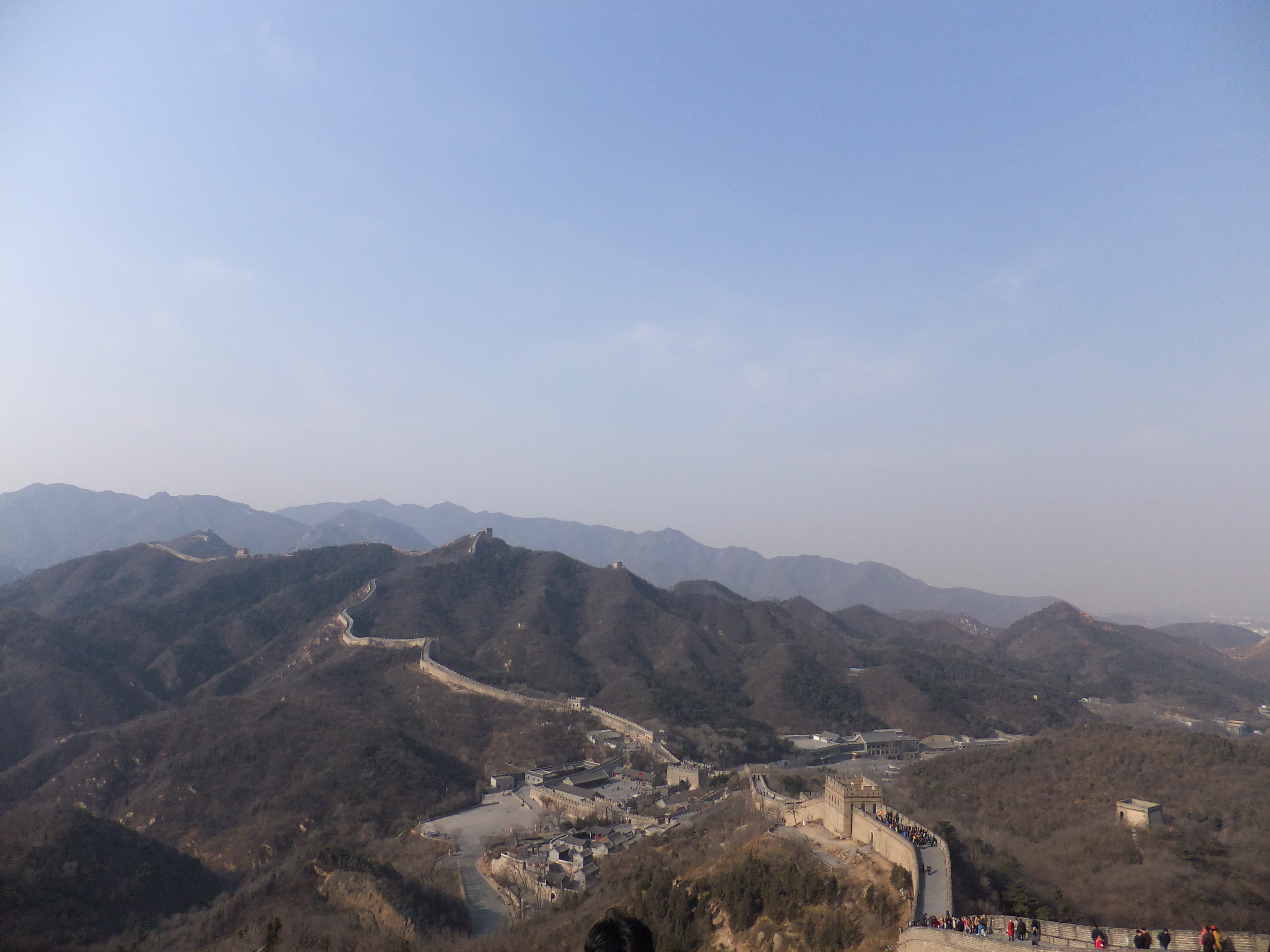
女坂の上から撮影

八達嶺長城（はったつれいちょうじょう）は、中華人民共和国北京市の北西部延慶区に位置する長城。世界遺産・万里の長城の訪問可能な地点のうち、もっとも有名かつ一般的な観光地。中華人民共和国国家級風景名勝区（1982年認定）、中国の5A級観光地（2007年認定）。

## 特徴
万里の長城のうちもっとも早く観光地として一般公開された場所である。現在の遺構は明代に建設されたものであるが、観光客に一般公開するために大規模な修復が実施されている。
北京市中心部から約70kmの郊外に位置するが、八達嶺高速道路のインターチェンジがあり、高速鉄道である京張都市間鉄道の駅もあることから、アクセスが容易であり、年間を通じて多くの観光客が訪問する。ただし冬季は北京市中心部より気温が下がり、春は黄砂現象が多く観測され、また7月頃には霧が発生することから温暖で晴天の多い秋季が最も混雑する。
この地区の長城は首都防衛を目的とし、また王朝の威厳を示す目的もあり特に堅牢な建築物となっている。一般に認識されている煉瓦で建築され所々に望楼がある万里の長城は、北京近郊の長城に特有の様式であると言える。
長城は入場口から北と南の二手に分かれている。北は十二楼、南は七楼まで整備されている。日本の旅行会社やガイドブックは便宜的に北側の長城を「女坂」、南側を「男坂」と称し、現地日本語ガイドもその紹介を用いることがあるが、中国語ではこのような呼称は使用されていない。北八楼と南四楼にはロープウェイが設置されており、入場口以外からも入退場が可能となっている。また、北四楼には下り専用のスライダーが設置されている。長城の途中にはショートカットとなる下山道が整備されている箇所がある。高低差があり距離が長い北側の方が観光客に人気があり、最高地点の北八楼は海抜1015メートルとなっている。

## 交通
北京市中心部からの公共交通機関はバスと鉄道の利用が可能である。バスは徳勝門を発着する路線バスが運行されている。鉄道は京張都市間鉄道の八達嶺長城駅が最寄駅となり、始発駅は北京北駅もしくは清河駅となる。
また、当地と明の十三陵を周遊するツアーなども催行されている。

## 付属施設
麓に長城博物館があり、長城の入場券を持っている人は提示すれば無料で入場できる。南側の麓には「熊楽園」という施設も運営されている。

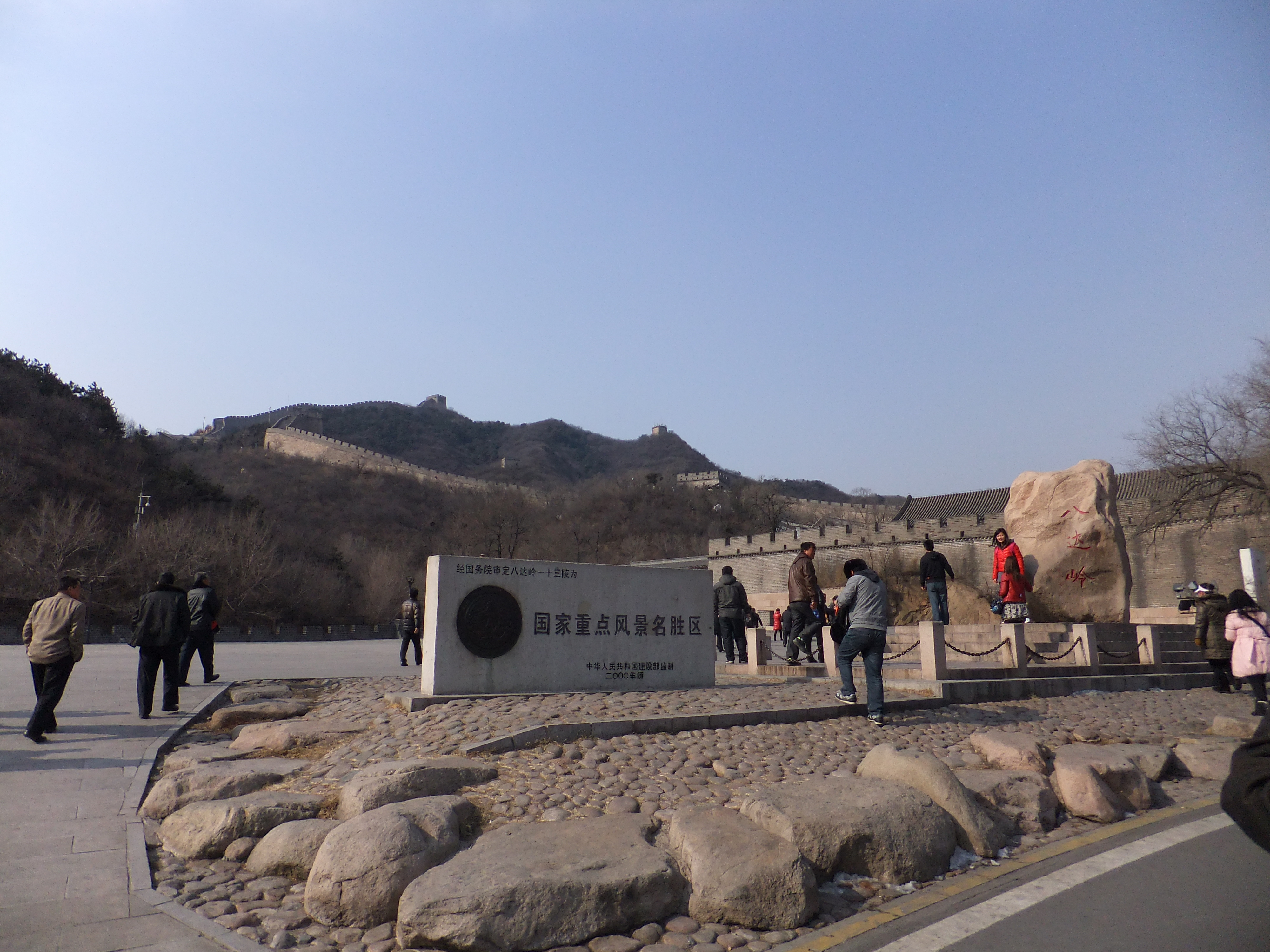
中華人民共和国国家重点風景名勝区になっている
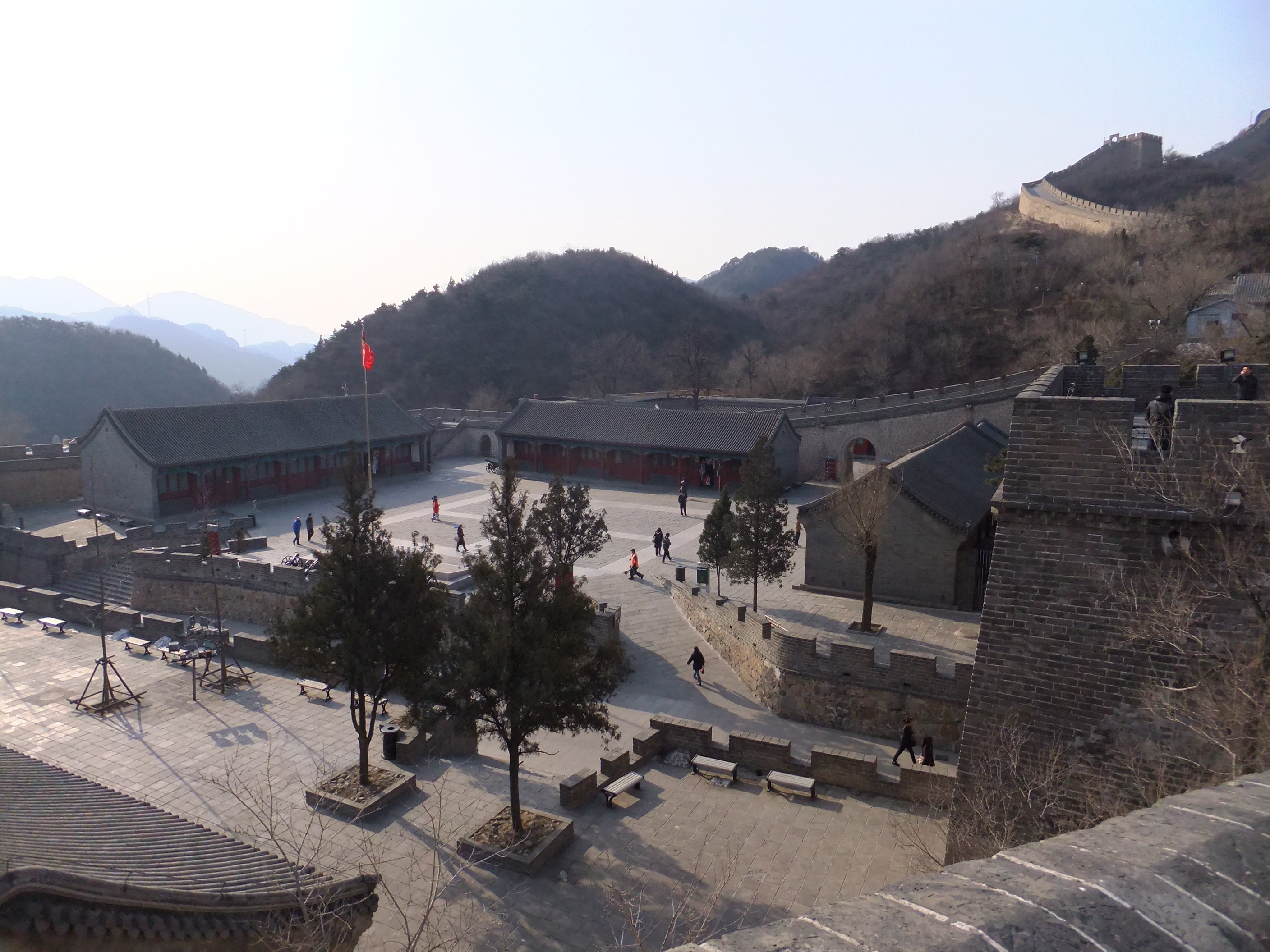
下には各種施設がある
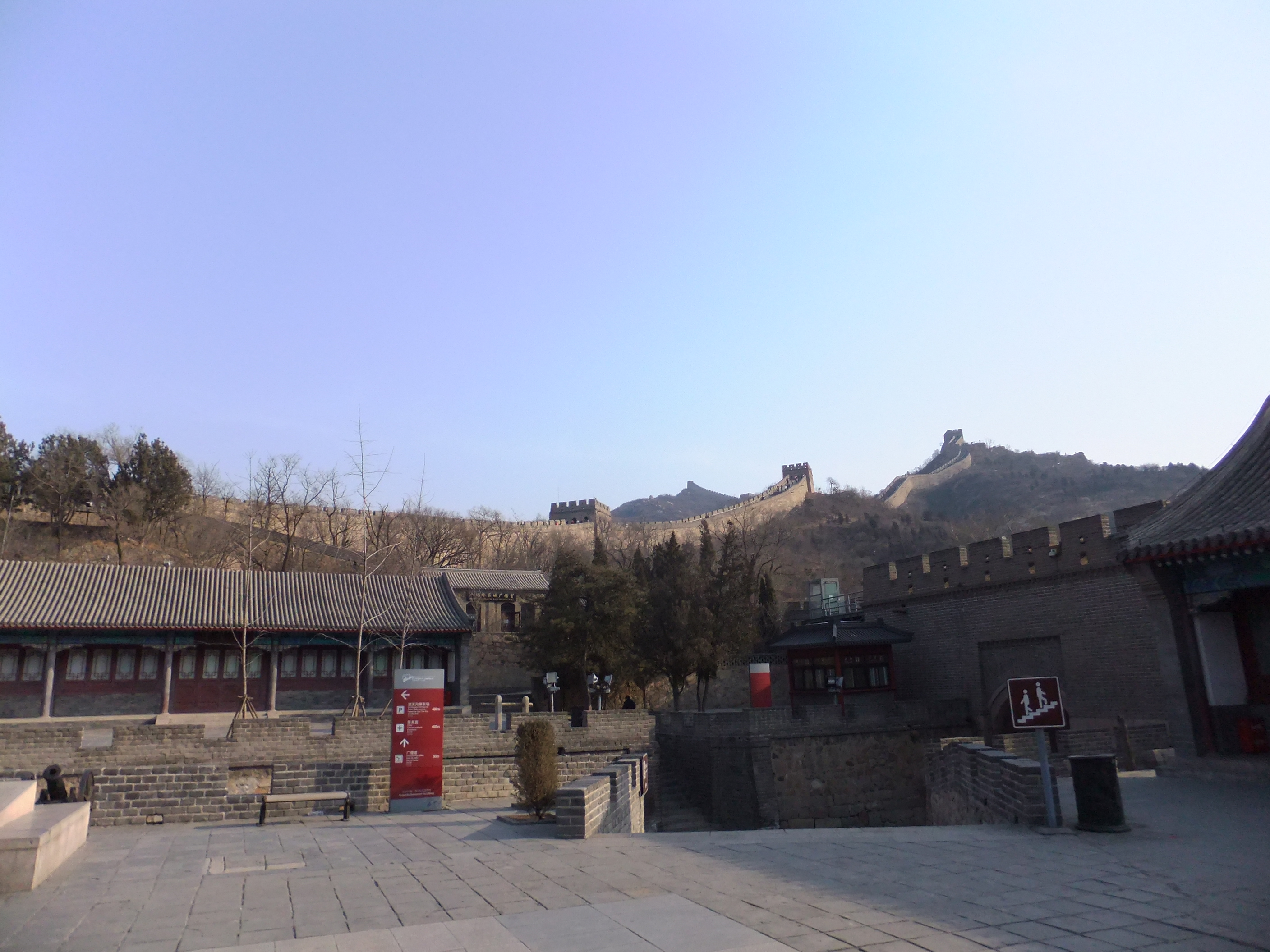
女坂を別の角度より